# Lijst van rijksmonumenten in Sint-Michielsgestel (plaats)
De plaats Sint-Michielsgestel telt 58 inschrijvingen in het rijksmonumentenregister. Hieronder een overzicht.
| Object | Oorspronkelijke functie?  | Bouwjaar                                   | Architect                                   | Locatie                     | Coördinaten?                  | Nr.?   | Afbeelding                                                                                   |
| --- | ------------------------- | ------------------------------------------ | ------------------------------------------- | --------------------------- | ----------------------------- | ------ | -------------------------------------------------------------------------------------------- |
| Huis Twijnmeer | Boerderij                 | begin 19e eeuw                             |                                             | Twijnmeer 10                | 51° 35' 21" NB, 5° 19' 32" OL | 10061  | Meer afbeeldingen                                                                            |
| De Genenberg | Industrie- en poldermolen | 1841                                       |                                             | Genenberg 6                 | 51° 38' 1" NB, 5° 21' 27" OL  | 33626  | Meer afbeeldingen                                                                            |
| Boerderij van het staldeeltype onder met riet en langs de dakvoet met pannen gedekt schilddak                         | Boerderij                 | vermoedelijk 18e eeuw                      |                                             | Haanwijk 5                  | 51° 39' 16" NB, 5° 19' 22" OL | 33628  | Meer afbeeldingen                                                                            |
| Veerhuis 't vaantje                                                                                                   | Bijgebouwen kastelen enz. | 17e-18e eeuw                               |                                             | Haanwijk                    | 51° 39' 15" NB, 5° 19' 20" OL | 33629  | Meer afbeeldingen                                                                            |
| Kasteel Nieuw Herlaar                                                                                                 | Kasteel, buitenplaats     | 15e eeuw en later                          |                                             | Halder 6                    | 51° 39' 1" NB, 5° 19' 30" OL  | 33630  | Meer afbeeldingen                                                                            |
| Kleine boerderij op L-vormige plattegrond met rieten dak                                                              | Boerderij                 | 18e eeuw                                   |                                             | Hemelrijkstraat 33          | 51° 39' 26" NB, 5° 20' 41" OL | 33631  | Kleine boerderij op L-vormige plattegrond met rieten dak                                     |
| N.H. pastorie | Kerkelijke dienstwoning   | begin 19e eeuw                             |                                             | Petrus Dondersplein 13      | 51° 38' 17" NB, 5° 21' 3" OL  | 33632  | Meer afbeeldingen                                                                            |
| Toren | Kerk en kerkonderdeel     | midden 15e eeuw                            |                                             | Petrus Dondersplein 18      | 51° 38' 18" NB, 5° 21' 0" OL  | 33633  | Meer afbeeldingen                                                                            |
| Grote Ruwenberg | Klooster, kloosteronderdl | begin 15e eeuw                             |                                             | Ruwenbergstraat 7           | 51° 38' 52" NB, 5° 20' 58" OL | 33634  | Meer afbeeldingen                                                                            |
| Pand zonder verdieping en onder met pannen gedekt schilddak, waarin een dakkapel met fronton                          | Werk-woonhuis             | tweede kwart 19e eeuw                      |                                             | Schildershof 2              | 51° 38' 17" NB, 5° 21' 7" OL  | 33635  | Pand zonder verdieping en onder met pannen gedekt schilddak, waarin een dakkapel met fronton |
| Nederlands Hervormde Kerk                                                                                             | Kerk en kerkonderdeel     | 1801                                       |                                             | Schijndelseweg 1            | 51° 38' 16" NB, 5° 21' 3" OL  | 33636  | Meer afbeeldingen                                                                            |
| De Pelikaan | Industrie- en poldermolen | 1864                                       |                                             | Hoogstraat 91               | 51° 39' 31" NB, 5° 22' 16" OL | 33638  | Meer afbeeldingen                                                                            |
| Boerderij van het Kempische langgeveltype                                                                             | Boerderij                 | 1838 (jaartalankers)                       |                                             | St. Jacobusstraat 7         | 51° 39' 41" NB, 5° 22' 7" OL  | 33639  | Boerderij van het Kempische langgeveltype                                                    |
| Voormalig hoofdgebouw van het klein-seminarie 'Beekvliet'                                                             | Onderwijs en wetenschap   | 1905-1907                                  | W.Th. van Aalst                             | Seminarielaan 16            | 51° 38' 26" NB, 5° 21' 56" OL | 46923  | Meer afbeeldingen                                                                            |
| Kleine keuterboerderij annex daglonerswoning is gebouwd in streekeigen bouwtrant                                      | Boerderij                 | 1650-1700                                  |                                             | Beek 10                     | 51° 36' 49" NB, 5° 23' 14" OL | 508649 | Kleine keuterboerderij annex daglonerswoning is gebouwd in streekeigen bouwtrant             |
| Haanwijk | Kasteel, buitenplaats     |                                            |                                             | Haanwijk 1                  | 51° 39' 16" NB, 5° 19' 25" OL | 515221 | Meer afbeeldingen                                                                            |
| Haanwijk: dienstgebouwen, stal en muren                                                                               | Bijgebouwen kastelen enz. |                                            |                                             | Haanwijk bij 1              | 51° 39' 15" NB, 5° 19' 23" OL | 515222 | Meer afbeeldingen                                                                            |
| Haanwijk: parkaanleg                                                                                                  | Tuin, park en plantsoen   |                                            |                                             | Haanwijk bij 1              | 51° 39' 16" NB, 5° 19' 25" OL | 515223 | Meer afbeeldingen                                                                            |
| Haanwijk: oranjerie                                                                                                   | Bijgebouwen kastelen enz. |                                            |                                             | Haanwijk bij 1              | 51° 39' 15" NB, 5° 19' 31" OL | 515224 | Meer afbeeldingen                                                                            |
| Haanwijk: boerderij met schuur                                                                                        | Bijgebouwen kastelen enz. |                                            |                                             | Haanwijk bij 1              | 51° 39' 17" NB, 5° 19' 19" OL | 515225 | Meer afbeeldingen                                                                            |
| Haanwijk: bakhuisje                                                                                                   | Bijgebouwen kastelen enz. |                                            |                                             | Haanwijk bij 1              | 51° 39' 15" NB, 5° 19' 20" OL | 515226 | Meer afbeeldingen                                                                            |
| Complex Mariënberg: landhuis Mariënberg                                                                               | Woonhuis                  | 1893                                       |                                             | Hemelrijkstraat 1           | 51° 39' 4" NB, 5° 21' 3" OL   | 519912 | Upload foto                                                                                  |
| Complex Mariënberg: koetshuis                                                                                         | Bijgebouwen kastelen enz. | 1893                                       |                                             | Hemelrijkstraat 1           | 51° 39' 4" NB, 5° 21' 3" OL   | 519913 | Upload foto                                                                                  |
| Hemelrijk: landhuis                                                                                                   | Woonhuis                  | 1800-1850                                  |                                             | Hemelrijkstraat 8           | 51° 39' 18" NB, 5° 20' 54" OL | 519915 | Hemelrijk: landhuis                                                                          |
| Hemelrijk: koetshuis                                                                                                  | Bijgebouwen kastelen enz. | 1895                                       |                                             | Hemelrijkstraat 8           | 51° 39' 18" NB, 5° 20' 54" OL | 519916 | Upload foto                                                                                  |
| Boerderij van het langgeveltype, in de tweede helft van de negentiende eeuw opgetrokken in een streek-eigen bouwtrant | Boerderij                 | 1850-1900                                  |                                             | Pleinsedijk 11a             | 51° 39' 10" NB, 5° 21' 14" OL | 519918 | Upload foto                                                                                  |
| Complex Pleinsedijk                                                                                                   | Boerderij                 | 1850-1900                                  |                                             | Pleinsedijk 11a             | 51° 39' 10" NB, 5° 21' 14" OL | 519919 | Upload foto                                                                                  |
| Complex Ruwenbergstraat: villa in eclectische vormen gebouwd                                                          | Woonhuis                  | 1904                                       |                                             | Ruwenbergstraat 4           | 51° 38' 51" NB, 5° 21' 12" OL | 519921 | Complex Ruwenbergstraat: villa in eclectische vormen gebouwd                                 |
| Complex Ruwenbergstraat: koetshuis                                                                                    | Bijgebouwen kastelen enz. | 1904                                       |                                             | Ruwenbergstraat 4           | 51° 38' 51" NB, 5° 21' 12" OL | 519922 | Complex Ruwenbergstraat: koetshuis                                                           |
| Voormalige doofstommeninstituut                                                                                       | Sociale zorg, liefdadigh. | 1908-1910                                  | J.H.H. van Groenendae                       | Theerestraat 42             | 51° 38' 29" NB, 5° 20' 42" OL | 519925 | Meer afbeeldingen                                                                            |
| Doofstommeninstituut, brug                                                                                            | Brug                      | 1910                                       |                                             | Theerestraat 42             | 51° 38' 29" NB, 5° 20' 42" OL | 519926 | Meer afbeeldingen                                                                            |
| Woonhuis met koetshuis                                                                                                | Woonhuis                  | ca. 1699 (bouw) ca. 1860 (uitbreiding)     |                                             | Maaskantje 14               | 51° 39' 34" NB, 5° 22' 17" OL | 519928 | Woonhuis met koetshuis                                                                       |
| Willemshoeve | Boerderij                 | 1934                                       |                                             | Halderse Akkers 44a         | 51° 38' 42" NB, 5° 19' 32" OL | 519933 | Upload foto                                                                                  |
| Grafheuvel van F.J.J. Deblocc van Scheltinga                                                                          | Begraafplaats en -onderdl | 1870                                       |                                             | Oostzijde Nieuwstraat (bij) | 51° 40' 25" NB, 5° 24' 23" OL | 519934 | Upload foto                                                                                  |
| Sint-Michaëlskerk | Kerk en kerkonderdeel     | 1931                                       | H.W. Valk                                   | Nieuwstraat 3               | 51° 38' 27" NB, 5° 21' 11" OL | 519935 | Meer afbeeldingen                                                                            |
| Landhuis Haesi Ager                                                                                                   | Woonhuis                  | 1850-1875                                  |                                             | Nieuwstraat 70              | 51° 38' 40" NB, 5° 21' 14" OL | 519936 | Landhuis Haesi Ager                                                                          |
| Woonhuis | Woonhuis                  | 1882                                       |                                             | Torenstraat 4               | 51° 38' 19" NB, 5° 20' 58" OL | 519937 | Meer afbeeldingen                                                                            |
| Complex Hemelrijk: ijzeren hekwek                                                                                     | Erfscheiding              | 1895                                       |                                             | Hemelrijkstraat 8           | 51° 39' 17" NB, 5° 20' 54" OL | 525739 | Upload foto                                                                                  |
| Complex Ruwenbergstraat: houten prieel op zeshoekige grondslag                                                        | Tuin, park en plantsoen   | 1904                                       |                                             | Ruwenbergstraat 4           | 51° 38' 51" NB, 5° 21' 12" OL | 525740 | Upload foto                                                                                  |
| Doofstommeninstituut: Standbeeld van Martinus van Beek                                                                | Gedenkteken               | 1915                                       | Michiel van Bokhoven                        | Theerestraat 42             | 51° 38' 34" NB, 5° 20' 37" OL | 525742 | Meer afbeeldingen                                                                            |
| Kortgevelboerderij | Boerderij                 | 1596                                       |                                             | Venstraat 2                 | 51° 39' 30" NB, 5° 20' 14" OL | 526772 | Kortgevelboerderij                                                                           |
| Langgevelboerderij op restanten van kasteel Herlaer                                                                   | Boerderij                 | 14e-19e eeuw (restanten)                   |                                             | Oud Herlaer 1               | 51° 39' 35" NB, 5° 18' 46" OL | 526773 | Langgevelboerderij op restanten van kasteel Herlaer                                          |
| Koestal | Boerderij                 |                                            | 14e eeuw (fundamenten) 19e eeuw (bovenbouw) | Oud Herlaer bij 1           | 51° 39' 35" NB, 5° 18' 46" OL | 526776 | Upload foto                                                                                  |
| Omgrachting | Boerderij                 | 14e-15e eeuw                               |                                             | Oud Herlaer bij 1           | 51° 39' 35" NB, 5° 18' 46" OL | 526777 | Upload foto                                                                                  |
| Schop annex bakhuis                                                                                                   | Boerderij                 | 17e eeuw                                   |                                             | Venstraat bij 2             | 51° 39' 30" NB, 5° 20' 14" OL | 526785 | Schop annex bakhuis                                                                          |
| Landhuis, opgetrokken in de stijl van het empire en daterend                                                          | Kasteel, buitenplaats     |                                            |                                             | Sterrenbos 2                | 51° 39' 59" NB, 5° 18' 30" OL | 526839 | Landhuis, opgetrokken in de stijl van het empire en daterend                                 |
| Kortgevelboerderij | Boerderij                 | 1800-1899                                  |                                             | Sterrenbos bij 2            | 51° 39' 59" NB, 5° 18' 30" OL | 526840 | Upload foto                                                                                  |
| Bakstenen karschop | Boerderij                 | ca. 1900                                   |                                             | Sterrenbos bij 2            | 51° 39' 59" NB, 5° 18' 30" OL | 526841 | Upload foto                                                                                  |
| Vrijstaand stenen bakhuis                                                                                             | Boerderij                 | 1800                                       |                                             | Sterrenbos bij 2            | 51° 39' 59" NB, 5° 18' 30" OL | 526842 | Upload foto                                                                                  |
| Grot | Tuin, park en plantsoen   | tweede helft 19e eeuw                      |                                             | Sterrenbos bij 3            | 51° 39' 59" NB, 5° 18' 30" OL | 526843 | Meer afbeeldingen                                                                            |
| Huis Zegenwerp | Kasteel, buitenplaats     |                                            |                                             | Zegenwerp 5                 | 51° 37' 39" NB, 5° 20' 54" OL | 520067 | Huis Zegenwerp                                                                               |
| Huis Zegenwerp: parkaanleg                                                                                            | Tuin, park en plantsoen   |                                            |                                             | Zegenwerp bij 5             | 51° 37' 42" NB, 5° 20' 48" OL | 520068 | Huis Zegenwerp: parkaanleg                                                                   |
| Huis Zegenwerp: toegangshek                                                                                           | Tuin, park en plantsoen   |                                            |                                             | Zegenwerp bij 5             | 51° 37' 39" NB, 5° 20' 53" OL | 520069 | Meer afbeeldingen                                                                            |
| De Ruwenberg: landhuis Kleine Ruwenberg                                                                               | Kasteel, buitenplaats     | 1430 (oorsprong) 1532 (delen) 1842 (rest.) |                                             | Ruwenbergstraat 1           | 51° 38' 47" NB, 5° 21' 5" OL  | 526862 | Meer afbeeldingen                                                                            |
| De Ruwenberg: koetshuis                                                                                               | Bijgebouwen kastelen enz. | 1822                                       |                                             | Ruwenbergstraat 3           | 51° 38' 48" NB, 5° 21' 5" OL  | 526865 | Meer afbeeldingen                                                                            |
| De Ruwenberg: slangenmuur                                                                                             | Bijgebouwen kastelen enz. | begin 20e eeuw                             |                                             | Ruwenbergstraat bij 3       | 51° 38' 48" NB, 5° 21' 3" OL  | 526866 | Upload foto                                                                                  |
| De Ruwenberg: duivenverblijven                                                                                        | Bijgebouwen kastelen enz. | 1900                                       |                                             | Ruwenbergstraat bij 3       | 51° 38' 44" NB, 5° 21' 5" OL  | 526867 | Meer afbeeldingen                                                                            |
| De Ruwenberg: spijlenhekwerk                                                                                          | Bijgebouwen kastelen enz. | derde kwart 19e eeuw                       |                                             | Ruwenbergstraat bij 1       | 51° 38' 49" NB, 5° 21' 10" OL | 526868 | Upload foto                                                                                  |